# Воротников, Борис Васильевич
Борис Васильевич Воротников (18 февраля 1928 — 23 декабря 2003) — советский хозяйственный, государственный и политический деятель, Герой Социалистического Труда (1971).

## Биография
Родился в 1928 году в поселке Рыбное. Член КПСС.
Трудовую деятельность начал в 1943 году. Окончил школу фабрично-заводского обучения в городе Оха. С 1944 по 1954 годы работал на буровой станции «Сахалиннефть». Окончил обучение в Сахалинском нефтяном техникуме.
В 1954—2003 гг. — сотрудник нефтепромыслового управления «Черноморнефть», буровой мастер, бригадир конторы бурения № 2 объединения «Сахалиннефть», диспетчер по флоту Дальневосточного управления разведочного бурения объединения «Сахалинморнефтегаз», диспетчер ЗАО «Дальневосточная морская компания».
С участием Бориса Васильевича на Сахалине началось в 1968 году наклонное бурение нефтяной скважины с берега под дно Охотского моря.
Досрочно выполнил личные социалистические обязательства и плановые задания Восьмой пятилетки (1966—1970). 30 марта 1971 года Указом Президиума Верховного Совета СССР удостоен звания Героя Социалистического Труда «за выдающиеся заслуги в выполнении заданий пятилетнего плана по добыче нефти и достижение высоких технико-экономических показателей в работе» с вручением ордена Ленина и золотой медали Серп и Молот.
Избирался депутатом Верховного Совета РСФСР 8-го и 9-го созывов. Был депутатом Сахалинского областного совета депутатов.
Умер 23 декабря 2003 года. Похоронен на городском кладбище в городе Южно-Сахалинске.

## Награды
За трудовые успехи был удостоен:
- золотая звезда «Серп и Молот» (30.03.1971)
- два ордена Ленина (23.03.1966, 30.03.1971)
- Медаль "За трудовую доблесть" (15.05.1951)
- другие медали.